# Arthonnay
Arthonnay é uma comuna francesa na região administrativa de Borgonha-Franco-Condado, no departamento de Yonne. Estende-se por uma área de 26,71 km². Em 2010 a comuna tinha 152 habitantes (densidade: 5,7 hab./km²).